# The Secret of Monkey Island
The Secret of Monkey Island (lett. "Il segreto di Monkey Island") è la prima avventura grafica della saga di Monkey Island ed è stato prodotto nel 1990 da LucasArts (allora ancora Lucasfilm Games). Qui compare il protagonista assoluto di tutta la serie, Guybrush Threepwood, un giovane dal passato oscuro che giunge su una piccola isola dei Caraibi, l'isola di Mêlée, con un sogno da realizzare: diventare un pirata.
Il gioco è permeato da una forte vena umoristica, basata su diverse battute e situazioni comiche, surreali, anacronistiche, con frequenti citazioni di altri titoli LucasArts e LucasFilm.
È stato ideato da Ron Gilbert, con l'aiuto di Tim Schafer e Dave Grossman: gli stessi tre autori realizzeranno anche il seguito, Monkey Island 2: LeChuck's Revenge.
Nel 2004, Ron Gilbert ha pubblicato nel suo blog un saggio che scrisse nel 1989, prima di intraprendere il lavoro sul gioco. In questo testo, intitolato Why Adventure Games Suck (Perché i giochi di avventura fanno schifo), Gilbert criticava le avventure grafiche dell'epoca, e stilava un dodecalogo di fattori secondo lui necessari a rendere il genere maturo. Queste regole, come ad esempio la rimozione della "morte istantanea", l'importanza di un obiettivo chiaro e identificabile o enigmi in grado di far avanzare la storia, furono introdotte proprio in The Secret of Monkey Island, e caratterizzarono in seguito tutta la produzione di avventure LucasArts.

## Trama
(Guybrush Threepwood)
Guybrush Threepwood è un giovane che vorrebbe diventare un pirata e con tale scopo si reca su Mêlée Island, capitale dell'Arcipelago delle Tre Isole (Mêlée, Booty e Plunder). Qui, dei "pirati dall'aspetto importante" gli indicano tre prove da superare per diventare un pirata: sconfiggere in un duello ad insulti Carla, il maestro di spada dell'isola, rubare l'idolo dalle molte mani dalla villa della governatrice Elaine Marley e trovare un tesoro nascosto. Nel suo da farsi Guybrush incontra e viene aiutato da vari personaggi, tra cui la stessa governatrice dell'isola, Elaine, di cui si innamora. Elaine viene però rapita dal pirata-fantasma LeChuck, anch'egli innamorato della donna, e portata sull'isola di Monkey Island, Guybrush, dopo aver acquistato una nave dal venditore Stan e trovato l'equipaggio adatto, le andrà in soccorso. Dopo aver esplorato l'isola, i cannibali locali gli parleranno di una pozione voodoo in grado di sconfiggere i fantasmi: recuperata la radice che ne è il principale ingrediente, Guybrush verrà a sapere, però, che LeChuck è nel frattempo ritornato su Mêlée Island, intenzionato a sposare Elaine. Egli quindi ritornerà su Mêlée Island per impedire il matrimonio, anche se la stessa Elaine aveva già pianificato la fuga: inizierà così una lotta fra il pirata fantasma e Guybrush, il quale lo sconfiggerà grazie alla pozione dei cannibali, la birra di radice (chiamata anche "orzata" nella versione rivisitata, in inglese "root beer").

## Modalità di gioco
Il gioco, utilizzando il sistema SCUMM, ha la classica interfaccia nella parte inferiore della schermata, composta da verbi che vanno cliccati per compiere l'azione voluta (ad esempio, per raccogliere un oggetto si seleziona il verbo "Prendi" e poi l'oggetto vero e proprio). Anche l'inventario degli oggetti posseduti è mostrato sotto forma di etichette di testo cliccabili. Il gioco uscì ufficialmente anche in italiano.
A differenza dei precedenti titoli SCUMM, il giocatore controlla solo un personaggio. Il gioco è rappresentato in terza persona, su scenari dotati di profondità e di scorrimento orizzontale, ed è possibile muovere Guybrush attraverso un cursore comandato via mouse, tastiera o gamepad.
Per gli spostamenti a grandi distanze si utilizza sempre il cursore su una mappa dell'isola corrente.
Durante parte dei dialoghi viene visualizzato il primo piano dell'interlocutore, come nel precedente Indiana Jones and the Last Crusade sempre di LucasArts; negli altri casi il testo appare in sovraimpressione sulla scena normale. 
Si affrontano anche dei duelli con la spada, ma non si tratta comunque di sequenze d'azione: la vittoria dipende solo dalla giusta selezione delle risposte argute e offensive da dare all'avversario.

## Personaggi
- Guybrush Threepwood: Nel suo primo episodio, il giovane Guybrush Threepwood appare come un ingenuo ragazzo con l'aspirazione di diventare pirata e la sola capacità di poter trattenere il fiato per 10 minuti. Senza barba e senza giacca di pelle, Guybrush comincia ad affrontare le tre prove che lo porteranno a conoscere l'amore della sua vita (Elaine Marley) e il nemico della sua vita: il Pirata Fantasma LeChuck.
- LeChuck: Il terribile Pirata Fantasma LeChuck viene presentato come il più malvagio pirata dei 7 mari ed il motivo per cui tutti i pirati di Mêlée Island siano ad ubriacarsi allo Scumm Bar. Tolto di mezzo lo sceriffo dell'Isola di Melée, ne prende il posto sotto le mentite spoglie di Fester Shinetop, per ostacolare Guybrush (che rischia di mettere a repentaglio i suoi piani) e per rapire la governatrice, così da dare il via alla vera avventura del giovane aspirante pirata. LeChuck fa la sua fine venendo spazzato via dall'anti-radice voodoo.
- Elaine Marley: L'attiva governatrice dell'Area delle Tre Isole (Mêlée Island, Booty Island e Plunder Island) che cattura il cuore di Guybrush e di LeChuck e che causa tutte le avventure di Guybrush. Nel primo episodio si innamora di Guybrush Threepwood, si fa rapire e si libera da sola da LeChuck, rendendo vane tutte le fatiche fatte durante l'avventura. Lascia da solo Guybrush nello scontro finale con LeChuck e, nei titoli di coda, si riunisce al nostro giovane pirata.

## Versioni
Il gioco fu originariamente pubblicato nel 1990 in floppy disk per Atari ST, Macintosh e Personal Computer, dotato di grafica EGA a 16 colori (oppure in CGA a 4 colori). Fu una delle prime avventure grafiche (insieme a Loom) ad utilizzare un sistema di scaling dei personaggi, in grado di ingrandire o rimpicciolire le sprite in base alla loro posizione sullo schermo. Alcuni mesi dopo uscirono un'altra versione PC, dotata di grafica ridisegnata in formato VGA a 256 colori, e la versione Amiga, che utilizzava gli sprite della versione EGA con gli sfondi in VGA, ridotti però a 32 colori effettivi, e con arrangiamento musicale da parte di Chris Hülsbeck.
Un'ulteriore versione PC fu pubblicata nel giugno del 1992: questa volta in CD-Rom, sfruttava tracce audio e utilizzava una versione aggiornata dell'interfaccia grafica. La vecchia versione utilizzava infatti l'interfaccia già vista in titoli come Maniac Mansion e Zak McKracken and the Alien Mindbenders, dotata di dodici "verbi" e con inventario testuale; la nuova versione riduce i verbi a nove (eliminandone tre poco usati), e aggiunge le icone per gli oggetti nell'inventario. La versione CD-Rom sarà convertita per FM Towns e Sega CD.

### Special Edition
The Secret of Monkey Island: Special Edition è un remake di The Secret of Monkey Island, sviluppato per le piattaforme PC/Mac, Xbox Live Arcade, PlayStation Network e iOS, pubblicato il 15 luglio 2009. L'edizione speciale è dotata di grafica totalmente ridisegnata in risoluzione widescreen 1920x1080, dialoghi interamente doppiati (il gioco originale ne era privo) e colonna sonora rieseguita e rimasterizzata.

## Versione teatrale
Il 21 e il 29 maggio 2005, un gruppo di studenti della Hammond High School in Columbia, Maryland (USA) ha realizzato una versione teatrale di The Secret of Monkey Island. Capeggiati da un fan della serie, Chris Heady, hanno ottenuto i diritti da LucasArts.